# Parrott (Géorgie)
Pour les articles homonymes, voir Parrott.
Parrott  est une municipalité du Comté de Terrell en Géorgie, aux États-Unis.

## Démographie
| 1900 | 1910 | 1920 | 1930 | 1940 | 1950 |
| ---- | ---- | ---- | ---- | ---- | ---- |
| 267  | 360  | 367  | 383  | 337  | 291  |

| 1960 | 1970 | 1980 | 1990 | 2000 | 2010 |
| ---- | ---- | ---- | ---- | ---- | ---- |
| 280  | 222  | 222  | 140  | 156  | 158  |